# Aeneas Chisholm
Aeneas Chisholm (ur. 26 czerwca 1836 w Inverness, zm. 13 stycznia 1918 w Edynburgu) – szkocki duchowny rzymskokatolicki, biskup Aberdeen.

## Biografia
1 maja 1859 w Rzymie otrzymał święcenia diakonatu, a 15 maja 1859 prezbiteriatu (z rąk abpa Antonio Ligi-Bussiego OFMConv) i został kapłanem wikariatu apostolskiego Dystryktu Północnego.
7 stycznia 1899 papież Leon XIII mianował go biskupem Aberdeen. 24 lutego 1899 w katedrze Wniebowzięcia Najświętszej Maryi Panny w Aberdeen przyjął sakrę biskupią z rąk arcybiskupa Saint Andrews i Edynburga Angusa MacDonalda. Współkonsekratorami byli biskup Dunkeld James Augustine Smith oraz biskup Galloway William Turner.
Zmarł 13 stycznia 1918 w kościele św. Patryka w Edynburgu. Pochowany został na St Mary's College Cemetery w Blairs.